# Rijksweg 8
La Rijksweg 8 (o A88) olandese parte da Amsterdam, fino ad arrivare a Zaanstad. L'autostrada è lunga 9,9 km.

## Percorso
|      |                                                                                          |        |                |  |  |
| Tipo | Indicazione                                                                              | Uscita | Strada europea |  |  |
|      | Barriera Coenplein Noord                                                                 |        |                |  |  |
|      | Oostzaan                                                                                 | 1      |                |  |  |
|      | Aree di servizio "Zaandam" e "De Watering" (rispettivamente in carreggiate ovest ed est) |        |                |  |  |
|      | Barriera Zaandam                                                                         |        |                |  |  |
|      | Zaandijk (solo carreggiata ovest)                                                        | 2      |                |  |  |
|      | Zaandijk-West (solo carreggiata ovest)                                                   | 3      |                |  |  |
|      | Westzaan                                                                                 |        |                |  |  |